# إدواردو موراليس كاسو
إدواردو موراليس كاسو (بالإسبانية: Eduardo Morales Caso)‏ هو تربوي وملحن كوبي وإسباني، ولد في 10 مارس 1969 في هافانا في كوبا.

## وصلات خارجية
- إدواردو موراليس كاسو على موقع ميوزك برينز (الإنجليزية)
- إدواردو موراليس كاسو على موقع ديسكوغز (الإنجليزية)